# Ryan Bingham
Ryan Bingham (* 31. března 1981, Hobbs) je americký písničkář a příležitostný herec. Své první album nazvané Mescalito vydal v roce 2007 a do roku 2012 následovala další tři. V roce 2009 získal Zlatý glóbus za nejlepší filmovou píseň za píseň „The Weary Kind (Theme From Crazy Heart)“ z filmu Crazy Heart, kterou napsal spolu s T-Bone Burnettem. Je také autorem úvodní znělky ze seriálu The Bridge nazvané „Until I'm One with You“. Coby herec je znám z vysoce hodnoceného seriálu "Yellowstone", kde ztvárnil roli jednoho z kovbojů. V seriálu také zazní několik jeho písní.

## Diskografie
- Mescalito (2007)
- Roadhouse Sun (2009)
- Junky Star (2010)
- Tomorrowland (2012)
- Fear and Saturday Night (2015)